# 片岡秀明
片岡 秀明（かたおか ひであき、1974年11月21日 - ）は日本の映画監督、脚本家。茨城県出身。

## 来歴・人物
大学中退後写真家を目指す
1999年渡米。
森山良子コンサート in LAでメイキング映像を撮影。
大学在学中 初の長編映画監督作品「CROSSWORD MONOLOGUE(クロスワードモノローグ)」の脚本を執筆。夏休み毎に東京、パリ、ロサンゼルス、サンパウロで撮影を行い2005年完成。上海国際映画祭新人部門入選。
大学卒業後、小規模の米映画制作会社にてプロダクションアシスタント。
2006年帰国後フリーランスの映像ディレクターとしてテレビ朝日系列の会社で映像制作をスター。同年映画「夕凪の街桜の国」の撮影に制作部兼メイキングとして参加。
テレビ朝日の金曜ドラマの現場ディレクターを経験する。宇多田ヒカルのコンサート用映像や様々な映像案件でディレクターを担当した。
2008年リーマンショックで仕事がなくなった。
つくば市フィルムコミッションに臨時特殊公務員として1年間勤務。映画「ロボジー」など多数の作品にスタッフとして参加した。 2010年 紲（きずな）-庵治石の味- 2013年 同窓会 THE CLASS REUNIONを監督。
2015年病気により体を壊し撮影など体に負担のかかる仕事ができなくなる。
2020年新型コロナウィルスの影響で仕事を失う。
現在　ただの下請け業者である。

## 監督作品・受賞歴
- THE CROSSWORD MONOLOGUES（2007年／アメリカ フランス ブラジル 日本／DV／NTSC/カラー／94分）

　　上海国際映画祭 Asia New Talent(新人部門) 入選  スペイン オウレンセ国際映画祭 審査員特別賞 黄金町映画祭 招待 

- 紲（きずな）-庵治石の味-（2010年／日本／HD／NTSC/カラー／96分）

　　インドネシア国際映画祭 優秀賞 

- 同窓会 THE CLASS REUNION(編集中)（2013年／日本／HD／NTSC/カラー／102分）

## スタッフ・略歴
ライブ UTADA UNITED 2006 宇多田ヒカル 映像制作

映画 夕凪の街　桜の国 主演：田中麗奈 麻生久美子 、他 製作部・メイキング

テレビ朝日金曜ドラマ 『家族』 出演：竹野内豊　石田ゆり子　渡哲也、他 取材ディレクター

映画 SP 製作協力

映画 アウトレイジ 製作協力

映画 踊る大捜査線 THE FINAL 新たなる希望 製作協力

映画 THE LAST MESSAGE 海猿 製作協力

NHK大河ドラマ 龍馬伝 製作協力

映画 ロボジー シナリオハンディング